# Beaumont-la-Ferrière
Beaumont-la-Ferrière é uma comuna francesa na região administrativa de Borgonha-Franco-Condado, no departamento de Nièvre. Estende-se por uma área de 28,13 km². Em 2010 a comuna tinha 125 habitantes (densidade: 4,4 hab./km²).